# Alchemilla buseri
Alchemilla buseri är en rosväxtart som beskrevs av Maillefer. Alchemilla buseri ingår i släktet daggkåpor, och familjen rosväxter. Inga underarter finns listade i Catalogue of Life.